# Lý Khánh
Lý Khánh (chữ Hán: 李慶, ? – 1427), tên tự là Đức Phu (德孚), người huyện Thuận Nghĩa , là quan viên nhà Minh, mất khi trấn áp khởi nghĩa Lam Sơn tại Việt Nam.

## Cuộc đời và sự nghiệp
Giữa những năm Hồng Vũ, Khánh vốn là Quốc tử sinh, được thự hàm Hữu thiêm đô ngự sử, sau đó thụ chức Hình bộ viên ngoại lang, thăng Thiệu Hưng tri phủ. Năm Vĩnh Lạc đầu tiên, được triệu làm Hình bộ thị lang. Khánh tính cương trực quả đoán, có tài năng và độ lượng, quản lý bộ hạ rất nghiêm. Đế cho rằng Khánh có tài, nhiều lần giao việc, nhưng chưa gặp dịp để cất nhắc. Quan lại dưới quyền của Khánh cùng tội nhân liên kết tham ô lương hướng, ông lập tức phát giác, bắt giữ bọn họ xử phạt thật nặng. Năm thứ 5 (1407), được đổi làm Tả phó đô ngự sử. Sau khi chịu tang cả cha và mẹ, Khánh được phục chức. Khi ấy có nhiều công thần để con em người nhà tham gia vào việc buôn muối, làm hại quan dân. Khánh nói: "Định chế cũ, người nhà của quan viên tứ phẩm trở lên không được tranh lợi với dân. Nay bọn đô đốc Thái Phúc đã chịu phạt, công hầu nào phạm tội, cũng xin làm án tra hỏi." Đế mệnh quan viên phải nghiêm chỉnh tuân theo định chế. Hãn Thành bá Triệu Di Thiện giết dân phu, trộm bán tài sản của quân đội. Đô đốc Đàm Thanh, Chu Sùng tham ô phóng túng. Khánh hặc bọn họ, đều bị trừng trị. Ngoài ra, Khánh còn hặc Đô đốc Phí Hoàn khi quân vu khống, Lương Minh tham lam bạo ngược, Trấn thủ Đức Châu đô đốc Tào Đắc tham ô không chán, đều bị trách phạt. Trong ngoài triều đình đều phát lạnh với phong cách làm việc của Khánh. Năm thứ 18 (1420), được tiến Công bộ thượng thư, rồi kiêm lãnh việc của Binh bộ.
Minh Nhân Tông lên ngôi, được đổi sang Binh bộ, gia Thái tử thiếu bảo. Dặc Khiêm nói thẳng trái ý đế, bọn Lữ Chấn liền vu cáo ông ta, chỉ có Khánh và Hạ Nguyên Cát không nói gì. Đế sau đó nhận ra, giáng sắc tự trách, rồi trách bọn Chấn, khiến họ hổ thẹn. Trường lăng của Thành Tổ có nhiều việc cần làm, trung quan coi việc đòi hỏi các bộ quá đáng, Khánh cứng rắn phản đối, mọi người đâm ra kiêng dè ông, gọi là "sanh lý" (quan án sống). Khánh phụng mệnh theo hầu Hoàng thái tử Chu Chiêm Cơ bái yết Hiếu lăng (của Thái Tổ), trên đường đi ước thúc tướng sĩ, không xâm nhiễu chút gì. Thái tử muốn đi săn, Khánh can ngăn. Khi thái tử về Bắc Kinh, bèn để Khánh ở lại lãnh Nam Kinh binh bộ.
Năm Tuyên Đức thứ 2 (1427), Khánh được mệnh làm Tham tán quân vụ, theo Tổng binh quan An Viễn hầu Liễu Thăng chinh thảo khởi nghĩa Lam Sơn ở Việt Nam, được phép lựa chọn những người hiền năng giúp việc. Quân Minh đến Trấn Di quan, Thăng tỏ ra khinh địch, không phòng bị. Lang trung Sử An, Chủ sự Trần Dung nói với Khánh. Khi ấy Khánh đã bệnh nặng, gượng dậy khuyên nhủ Thăng, nhưng ông ta không nghe. Thăng tự làm tiền phong, trúng mai phục mà chết.

## Cái chết
Theo Minh sử, Phó tổng binh Lương Minh và Khánh đều phát bệnh nặng. Ngay sau khi Thăng tử trận, Minh bệnh mất, hôm sau Khánh cũng mất, chỉ còn Tham tướng Thôi Tụ chỉ huy, nên toàn quân bị diệt. Theo sử Việt, quân Minh liên tiếp thất bại, lần lượt Liễu Thăng, Lương Minh bị chém chết tại trận, còn Khánh phải tự vẫn.